# Bernie Kopell
Bernard Morton Kopell, detto Bernie (Brooklyn, 21 giugno 1933), è un attore statunitense.

## Biografia
Dal 1961 ha recitato in più di 100 film e serie televisive, quasi sempre in ruoli secondari. È noto soprattutto per il ruolo del dr. Adam Bricker in Love Boat, interpretato in tutti gli episodi.

## Filmografia

### Cinema
- Il piede più lungo (The Man from the Diner's Club), regia di Frank Tashlin (1963) - non accreditato
- Quel certo non so che (The Thrill of It All), regia di Norman Jewison (1963) - non accreditato
- Letti separati (The Wheeler Dealers), regia di Arthur Hiller (1963)
- Scusa, me lo presti tuo marito? (Good Neighbor Sam), regia di David Swift (1964)
- Il caro estinto (The Loved One), regia di Tony Richardson (1965)
- Preso di mira (Land of the Free), regia di Jerry Jameson (1998)
- Bug Buster, regia di Lorenzo Doumani (1998)
- Segui il tuo cuore (Follow Your Heart), regia di Lorenzo Doumani (1999)
- The Stoneman, regia di Ewing Miles Brown (2002)
- A Light in a Forest, regia di John Carl Buechler (2003)
- The Cutter - Il trafficante di diamanti (The Cutter), regia di William Tannen (2005)
- Say It Russian, regia di Jeff Celentano (2006)
- Agente Smart - Casino totale (Get Smart), regia di Peter Segal (2007)

### Televisione
- Whispering Smith – serie TV, episodio 1x15 (1961)
- Ben Casey – serie TV, episodio 5x06 (1965)
- Corri e scappa Buddy (Run Buddy Run) – serie TV, episodio 1x01 (1966)
- Un eroe da quattro soldi (The Hero) – serie TV, episodio 1x14 (1966)
- Get Smart – serie TV, 14 episodi (1966-1969)
- Quella strana ragazza (That Girl) – serie TV, 31 episodi (1966-1971)
- Vita da strega (Bewitched) – serie TV, 9 episodi (1962-1972)
- Le rocambolesche avventure di Robin Hood contro l'odioso sceriffo (When Things Were Rotten) – serie TV, 13 episodi (1975)
- Kojak – serie TV, episodio 3x13 (1975)
- The Love Boat II, regia di Hy Averback – film TV (1977)
- The New Love Boat, regia di Robert Kinon – film TV (1977)
- Charlie's Angels – serie TV, episodi 4x01-4x02 (1979)
- Fantasilandia (Fantasy Island) – serie TV, 2 episodi (1978-1983)
- Love Boat (The Love Boat) – serie TV, 250 episodi (1977-1987)
- Hal Nelson, regia di Arthur Allan Seidelman (1985) – film TV
- The Love Boat: A Valentine Voyage, regia di Ron Satlof – film TV (1990)
- Un detective in corsia (Diagnosis Murder) – serie TV, un episodio (1997)
- Love Boat - The Next Wave – serie TV, un episodio (1998)
- Beverly Hills 90210 – serie TV, un episodio (1999)
- Streghe (Charmed) – serie TV, un episodio (1999)
- Scrubs - Medici ai primi ferri – serie TV, 1 episodio (2003)
- Zack e Cody al Grand Hotel (The Suite Life of Zack and Cody) – serie TV, un episodio (2006)
- Detective Monk (Monk) – serie TV, episodio 8x06 (2009)
- Arrested Development - Ti presento i miei (Arrested Development) – serie TV, 3 episodi (2013)
- Superstore – serie TV, un episodio (2017)
- Silicon Valley – serie TV, un episodio (2019)
- Mom – serie TV, episodio 7x03 (2019)
- B Positive – serie TV, 8 episodi (2020-2021)
- Grey's Anatomy – serie TV, un episodio (2021)
- Avvocato di difesa - The Lincoln Lawyer (The Lincoln Lawyer) – serie TV, episodio 1x01 (2022)

## Doppiatori italiani
Nelle versioni in italiano delle opere in cui ha recitato, Bernie Kopell è stato doppiato da:
- Carlo Reali in Detective Monk, Hawaii Five-0, Grey's Anatomy
- Dante Biagioni in The Cutter - Il trafficante di diamanti
- Ettore Conti in Love Boat
- Dario De Grassi in Scrubs - Medici ai primi ferri
- Saverio Indrio in Love Boat (ridoppiaggio ep. 2x17)
- Luciano De Ambrosis in Stumptown
- Pieraldo Ferrante in Avvocato di difesa